# Влада Зорана Милановића
Влада Зорана Милановића је сазив Владе Републике Хрватске од 23. децембра 2011. године до 22. јанура 2016. Председник Владе је Зоран Милановић из Социјалдемократске партије Хрватске. Формирала ју је Кукурику коалиција после победе на седмим парламентарним изборима.
Дошавши на место премијера са 45 година, Зоран Милановић је тако постао најмлађи премијер након независности. Поред тога, његова влада с просеком од 48 година, најмлађа је хрватска влада у истом периоду.
Владу су формирале три од четири странке победничке коалиције, и то: Социјалдемократска партија, Хрватска народна странка и Истарски демократски сабор. Хрватска странка пензионера нема члана у Влади.

## Чланови Владе
Влада има првог потпредседника и три потпредседника: Невен Мимица има само ову функцију док Весна Пусић, Бранко Грчић и Миланка Опачић имају и министарства.
Влада има 21 члана и 19 министарстава. Владу чине 17 чланова Социјалдемократске партије (СДП), 4 члана Хрватске народне странке (ХНС) и 1 члан Истарског демократског сабора (ИДС). Два министра који су нестраначке личности и долазе из квоте СДП-а.

### Чланови
| Име и презиме        | Име и презиме        | Странка                  | Дужност                                                               | Време обављања дужности                                                    |
| -------------------- | -------------------- | ------------------------ | --------------------------------------------------------------------- | -------------------------------------------------------------------------- |
| Зоран Милановић      | Зоран Милановић      | СДП                      | председник                                                            | од 23. децембра 2011.                                                      |
| Весна Пусић          | Весна Пусић          | ХНС                      | прва потпредседница и министарка спољних и европских послова          | Министарка од 23. децембра 2011. Прва потпредседница од 16. новембра 2012. |
| Бранко Грчић         | Бранко Грчић         | СДП                      | потпредседник и министар регионалног развоја и фондова Европске уније | од 23. децембра 2011.                                                      |
| Миланка Опачић       | Миланка Опачић       | СДП                      | потпредседница и министарка социјалне политике и младих               | од 23. децембра 2011.                                                      |
| Славко Линић         | Славко Линић         | СДП                      | министар финансија                                                    | од 23. децембра 2011.                                                      |
| Рајко Остојић        | Рајко Остојић        | СДП                      | министар здравља                                                      | од 23. децембра 2011.                                                      |
| Мирандо Мрсић        | Мирандо Мрсић        | СДП                      | министар рада и пензијског система                                    | од 23. децембра 2011.                                                      |
| Синиша Хајдаш Дончић | Синиша Хајдаш Дончић | СДП                      | министар поморства, саобраћаја и инфраструктуре                       | од 18. априла 2012.                                                        |
| Тихомир Јаковина     | Тихомир Јаковина     | СДП                      | министар пољопривреде                                                 | од 23. децембра 2011.                                                      |
| Жељко Јовановић      | Жељко Јовановић      | СДП                      | министар науке, образовања и спорта                                   | од 23. децембра 2011.                                                      |
| Гордан Марас         | Гордан Марас         | СДП                      | министар предузетништва и заната                                      | од 23. децембра 2011.                                                      |
| Орсат Миљенић        | Орсат Миљенић        | Независни из квоте СДП-а | министар правосуђа                                                    | од 23. децембра 2011.                                                      |
| Дарко Лоренцин       | Дарко Лоренцин       | ИДС                      | министар туризма                                                      | од 19. марта 2013.                                                         |
| Ранко Остојић        | Ранко Остојић        | СДП                      | министар унутрашњих послова                                           | од 23. децембра 2011.                                                      |
| Михаел Змајловић     | Михаел Змајловић     | СДП                      | министар заштите околине и природе                                    | од 13. јуна 2012.                                                          |
| Предраг Матић        | Предраг Матић        | Независни из квоте СДП-а | министар хрватских ветерана                                           | од 23. децембра 2011.                                                      |
| Андреа Златар Виолић | Андреа Златар        | ХНС                      | министарка културе                                                    | од 23. децембра 2011.                                                      |
| Анка Мрак Тариташ    | Анка Мрак Тариташ    | ХНС                      | министарка градитељства и просторног уређења                          | од 16. новембра 2012.                                                      |
| Арсен Баук           | Арсен Баук           | СДП                      | министар управе                                                       | од 23. децембра 2011.                                                      |
| Иван Врдољак         | Иван Врдољак         | ХНС                      | министар привреде                                                     | од 16. новембра 2012.                                                      |
| Анте Котромановић    | Анте Котромановић    | СДП                      | министар одбране                                                      | од 23. децембра 2011.                                                      |

### Промене
| Име и презиме | Име и презиме | Странка | Дужност               | Време обављања дужности                     | Нова дужност      | Разлог промене                                |
| ------------- | ------------- | ------- | --------------------- | ------------------------------------------- | ----------------- | --------------------------------------------- |
| Иван Врдољак  | Иван Врдољак  | ХНС     | министар градитељства | од 23. децембра 2011. до 16. новембra 2012. | министар привреде | Због Чачићеве оставке на све функције у Влади |

### Бивши чланови
| Име и презиме   | Име и презиме   | Странка | Дужност                                                  | Време обављања дужности                     | Разлог одласка                                   |
| --------------- | --------------- | ------- | -------------------------------------------------------- | ------------------------------------------- | ------------------------------------------------ |
| Златко Комадина | Златко Комадина | СДП     | министар поморства, саобраћаја и инфраструктуре          | од 23. децембра 2011. до 4. априла 2012.    | Здравствени разлози                              |
| Мирела Холи     | Мирела Холи     | СДП     | министарка заштите околине и природе                     | од 23. децембра 2011. до 7. јуна 2012.      | Неколико непромишљених потеза                    |
| Радимир Чачић   | Радимир Чачић   | ХНС     | први потпредседник и министар привреде                   | од 23. децембра 2011. до 14. новембra 2012. | Осуђен на казну затвора због саобраћајне несреће |
| Вељко Остојић   | Вељко Остојић   | ИДС     | министар туризма                                         | од 23. децембра 2011. до 9. марта 2013.     | Због афере с пренаменом и купопродајом земљишта. |
| Невен Мимица    | Невен Мимица    | СДП     | потпредседник (за унутрашњу, спољну и европску политику) | од 23. децембра 2011. до 1. јула 2013.      | Преузео дужност Европског комесара               |